# 浦本修充
浦本 修充（うらもと なおみち、1994年7月24日 - ）は、東京都出身のオートバイレーサー。

## 戦績

### 全日本ロードレース選手権
- 2009年 - J-GP3クラスランキング13位 TEAM IRONBARONS ホンダ・RS125R
- 2010年 - J-GP3クラスランキング6位 MuSASHi RT ハルク・プロ ホンダ・RS125R
- 2011年 - ST600クラスランキング8位 MuSASHi RT ハルク・プロ ホンダ・CBR600RR
- 2012年 - J-GP2クラスランキング10位 TEAM HARC-PRO. ホンダ・CBR600RR
- 2013年 - J-GP2クラスランキング3位 MuSASHi RT ハルク・プロ ホンダ・HP6
- 2014年 - J-GP2クラスランキング3位 MuSASHi RT ハルク・プロ ホンダ・HP6
- 2015年 - JSB1000クラスランキング10位 MuSASHi RT ハルク・プロ ホンダ・CBR1000RR
- 2016年 - J-GP2クラスチャンピオン Team KAGAYAMA スズキ・GSX-proto71

### ロードレース世界選手権
- 2016年 - 第15戦日本GPのMoto2クラスにスポット参戦し21位 Japan-GP2 カレックス・Moto2

### 鈴鹿8時間耐久ロードレース
| 開催年 | バイク            | チーム                    | パートナー                                  | 総合順位 |
| ------ | ----------------- | ------------------------- | ------------------------------------------- | -------- |
| 2015年 | ホンダ・CBR1000RR | Honda DREAM RT 桜井ホンダ | トロイ・ハーフォス/ジェイソン・オハローラン | 48位     |
| 2016年 | スズキ・GSX-R1000 | Team KAGAYAMA             | 加賀山 就臣/清成 龍一                       | 6位      |